# Edmond de Goncourt

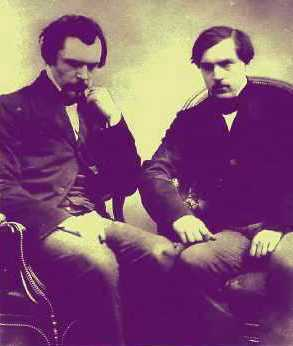
Edmond (links) met zijn broer Jules op een foto van Félix Nadar

Edmond Louis Antoine Huot de Goncourt (Nancy, 26 mei 1822 – Draveil, 16 juli 1896) was een Frans schrijver en criticus en oprichter van de Académie Goncourt, die sinds 1903 jaarlijks de prestigieuze Prix Goncourt uitreikt. Bekende prijswinnaars waren Marcel Proust, Simone de Beauvoir, Michel Tournier, Marguerite Duras en Romain Gary. De laatste won de prijs zelfs tweemaal.
Edmond de Goncourt werkte lange tijd samen met zijn broer Jules de Goncourt, een samenwerking die destijds uniek was. De onafscheidelijke gebroeders publiceerden gezamenlijk een aantal werken. Na de vroegtijdige dood van Jules publiceerde Edmond nog een aantal solowerken. Hij was bevriend met onder anderen Gustave Flaubert, Alphonse Daudet, Émile Zola en Ivan Toergenjev.
De familie stamde uit Goncourt in het departement Haute-Marne. Hun vader was officier in het leger van Napoleon. De broers bezochten beiden het Parijse lycée Condorcet.
Edmond de Goncourt werd, evenals zijn broer, begraven op de Cimetière de Montmartre in Parijs.
Zeer beroemd zijn de dagboeken die de gebroeders De Goncourt vanaf 1851 bijhielden. Na de dood van Jules in 1870 bleef Edmond tot aan zijn overlijden het dagboek getrouw, dat tegelijk zowel een onthullende autobiografie als een monumentaal verslag vormt van het sociale en literaire leven in het 19de-eeuwse Parijs.

## Werken
met Jules de Goncourt
- Sœur Philomène (1861)
- Renée Mauperin (1864)
- Germinie Lacerteux (1865)
- Manette Salomon (1867). Nederlandse vertaling Manette Salomon. Vertaald door Anneke Pijnappel. Uitgeverij Voetnoot, 2016.
- Madame Gervaisais (1869)

Gezamenlijk werkten de broers ook aan Le Journal, een dagboek met aantekeningen en observaties op velerlei terrein. Na de dood van Jules zette Edmond dit werk voort.
Solowerken
- La Fille Élisa (1877)
- Les Frères Zemganno (1879)
- La Maison d'un Artiste tome 1 (1881)
- La Maison d'un Artiste tome 2 (1881)
- La Faustin (1882)
- Chérie (1884)